# The Naked Man (film 1923)
The Naked Man è un film muto del 1923 diretto da Henry Edwards.

## Produzione
Il film fu prodotto dalla Hepworth.

## Distribuzione
Distribuito dall'Ideal, il film uscì nelle sale cinematografiche britanniche nel novembre 1923.
Si pensa che sia andato distrutto nel 1924 insieme a gran parte degli altri film della Hepworth. Il produttore, in gravissime difficoltà finanziarie, pensò in questo modo di poter almeno recuperare l'argento dal nitrato delle pellicole.